# Rudra Prayag
Rudra Prayag é uma cidade e uma nagar panchayat no distrito de Rudraprayag, no estado indiano de Uttaranchal.

## Demografia
Segundo o censo de 2001, Rudra Prayag tinha uma população de 2242 habitantes. Os indivíduos do sexo masculino constituem 63% da população e os do sexo feminino 37%. Rudra Prayag tem uma taxa de literacia de 75%, superior à média nacional de 59.5%: a literacia no sexo masculino é de 80% e no sexo feminino é de 68%. Em Rudra Prayag, 13% da população está abaixo dos 6 anos de idade.